# Chrone
Cet article possède des paronymes, voir Crohn et Chrome.
Pour les articles homonymes, voir Chrone (homonymie).
Le chrone ou deux-points triangulaire ‹ ː › et le demi-chrone ou point triangulaire ‹ ˑ › sont des signes de l’alphabet phonétique international indiquant la quantité d’un son (voyelle ou consonne). Le chrone indique une prononciation longue et le demi-chrone une prononciation mi-longue, par opposition à la prononciation de durée normale indiquée sans signe diacritique et la prononciation brève indiquée avec le signe diacritique brève.
Exemples en occitan :
- cantar [kanˈtaː]  = chanter.
- camin [kaˈmiː] = chemin.

## Utilisation
Après avoir utilisé différents symboles comme le point et ensuite un petit trait vertical pour indiquer la quantité de longueur, l’alphabet phonétique international adopte les deux-points pour indiquer une voyelle longue qui le précède en juillet 1888. Pendant quelques années, le chrone put aussi être représenté avec les deux-points lorsque le caractère composé de deux triangles n’était pas disponible.
Dans la transcription Dania d’Otto Jespersen, le point médian est utilisé pour indiquer une voyelle longue et le point pour indiquer une voyelle mi-longue, les deux-points ou le double point médian pouvant être utilisé pour les voyelles extra longues. Dans les notations phonétiques américanistes proposées en 1916, les deux-points ou le point médian peuvent être utilisés pour indiquer les voyelles longues.
Le demi-chrone est adopté dans l’alphabet phonétique international en 1927, après la conférence de Copenhague de 1925, pour indiquer une longueur entière s’il n’y a pas d’ambiguïté, mais quand dans un même texte on distingue la demi longueur de la longueur entière celui-ci indique la demi longueur et le chrone indique la longueur entière.